# FK Čerkaščina
Futbolnyj klub Čerkaščina (ukrajinsky: Футбольний клуб «Черкаський Дніпро») je ukrajinský fotbalový klub sídlící ve městě Čerkasy.
Klub byl založen v roce 2010 pod názvem Slavutyč Čerkasy. Po založení se klub začal považovat za nástupce slavnějšího městského celku Dněpr Čerkasy, který zanikl v roce 2009. V roce 2014 byl do klubu sloučen amatérský celek Zorja Bilozirja, s čímž následně souvisela i změna názvu na Slavutyč-Zorja Čerkasy. Po dvou týdnech byl samotný název na nátlak fanoušků změněn na Čerkaskyj Dněpr.
Své domácí zápasy odehrává klub na stadionu Centralnyj s kapacitou 10 321 diváků.

## Historické názvy
Zdroj: 
- 2010 – FK Slavutyč Čerkasy (Futbolnyj klub Slavutyč Čerkasy)
- 2014 – FK Slavutyč-Zorja Čerkasy (Futbolnyj klub Slavutyč-Zorja Čerkasy)
- 2014 – FK Čerkaskyj Dněpr (Futbolnyj klub Čerkaskyj Dněpr)

## Umístění v jednotlivých sezonách
Zdroj: 
Legenda: Z - zápasy, V - výhry, R - remízy, P - porážky, VG - vstřelené góly, OG - obdržené góly, +/- - rozdíl skóre, B - body, červené podbarvení - sestup, zelené podbarvení - postup, fialové podbarvení - reorganizace, změna skupiny či soutěže
| Ukrajina (2011 – ) |                     |                                    |                                    |                                    |                                    |                                    |                                    |                                    |                                    |                                    |        |
| Sezóny             | Liga                | Úroveň                             | Z                                  | V                                  | R                                  | P                                  | VG                                 | OG                                 | +/-                                | B                                  | Pozice |
| 2011               | AAFU – sk. II       | 4                                  | 10                                 | 4                                  | 0                                  | 6                                  | 8                                  | 17                                 | -9                                 | 12                                 | 5.     |
| 2011/12            | Druha liha – sk. A  | 3                                  | 26                                 | 15                                 | 8                                  | 3                                  | 36                                 | 16                                 | +20                                | 53                                 | 3.     |
| 2012/13            | Druha liha – sk. A  | 3                                  | 20                                 | 10                                 | 4                                  | 6                                  | 26                                 | 18                                 | +8                                 | 34                                 | 4.     |
| 2012/13            | Druhyj etan – sk. 1 | 3                                  | 30                                 | 15                                 | 7                                  | 8                                  | 47                                 | 28                                 | +19                                | 52                                 | 3.     |
| 2013/14            | Druha liha          | 3                                  | 36                                 | 20                                 | 5                                  | 11                                 | 49                                 | 33                                 | +16                                | 65                                 | 6.     |
| 2014/15            | Druha liha          | 3                                  | 27                                 | 20                                 | 5                                  | 2                                  | 54                                 | 12                                 | +42                                | 65                                 | 1.     |
| 2015/16            | Perša liha          | 2                                  | 30                                 | 16                                 | 7                                  | 7                                  | 45                                 | 27                                 | +18                                | 55                                 | 2.     |
| 2016/17            | Perša liha          | 2                                  | 34                                 | 12                                 | 12                                 | 10                                 | 30                                 | 29                                 | +1                                 | 48                                 | 8.     |
| 2017/18            | Perša liha          | 2                                  | 34                                 | 8                                  | 4                                  | 22                                 | 27                                 | 50                                 | -23                                | 28                                 | 17.    |
| 2018/19            | Druha liha          | 3                                  | 27                                 | 16                                 | 6                                  | 7                                  | 46                                 | 24                                 | +22                                | 48                                 | 1.     |
| 2019/20            | Perša liha          | 2                                  | 30                                 | 1                                  | 5                                  | 26                                 | 25                                 | 71                                 | -26                                | 7                                  | 16.    |
| 2020/21            | Druha liha – sk. B  | Tým se odhlásil v průbehu soutěže. | Tým se odhlásil v průbehu soutěže. | Tým se odhlásil v průbehu soutěže. | Tým se odhlásil v průbehu soutěže. | Tým se odhlásil v průbehu soutěže. | Tým se odhlásil v průbehu soutěže. | Tým se odhlásil v průbehu soutěže. | Tým se odhlásil v průbehu soutěže. | Tým se odhlásil v průbehu soutěže. |        |